# Huracán Las Heras
Asociación Atlética Huracán Las Heras – argentyński klub piłkarski z siedzibą w mieście Las Heras, leżącym w prowincji Mendoza.

## Osiągnięcia
Udział w mistrzostwach Argentyny Nacional: 1985

## Historia
Klub założony został 22 lutego 1929 roku i gra obecnie w piątej lidze argentyńskiej Torneo Argentino C.